# Тур Швейцарии 1975
39-й выпуск Тура Швейцарии — шоссейной многодневной велогонки по дорогам Швейцарии. Гонка проводилась с 12 по 20 июня 1975 года в рамках Супер Престиж Перно. Победу одержал бельгийский велогонщик Роже Де Вламинк.

## Участники
Участие в гонке приняли 10 велокоманд.
| Профессиональные велокоманды (10)- Kas-Kaskol - Brooklyn - Zonca-Santini - TI-Raleigh - Scic - Rokado - Magniflex - Filotex - Holdsworth-Campagnolo - Molteni-RYC |
| |

## Маршрут
Гонка состояла из пролога и 10 этапов, общей протяженностью 1629,1 километра. Пролог и этап 10 были проведены в формате индивидуальной раздельной гонки.
| Этап   | Дата   | Маршрут                                       | type                    | Длина (км) | Победитель        | Лидер генеральной классификации |
| ------ | ------ | --------------------------------------------- | ----------------------- | ---------- | ----------------- | ------------------------------- |
| Пролог | 12 июн | Баден – Бальдегг                              | индивидуальная разделка | 3,7        | Роже Де Вламинк   | Роже Де Вламинк                 |
| 1      | 12 июн | Баден – Фрик                                  |                         | 179        | Роже Де Вламинк   | Роже Де Вламинк                 |
| 2      | 13 июн | Фрик – Офтринген                              |                         | 199        | Оттавио Грепалди  | Роже Де Вламинк                 |
| 3      | 14 июн | Офтринген – Муртен                            |                         | 179        | Роже Де Вламинк   | Роже Де Вламинк                 |
| 4      | 15 июн | Муртен – Täsch                                |                         | 228        | Берт Пронк        | Роже Де Вламинк                 |
| 5      | 16 июн | Täsch – Лугано                                |                         | 221        | Роже Де Вламинк   | Роже Де Вламинк                 |
| 6      | 17 июн | Лугано – Сильваплана                          |                         | 152        | Джанкарло Беллини | Роже Де Вламинк                 |
| 7      | 18 июн | Сильваплана – Лакс                            |                         | 168        | Андрес Олива      | Роже Де Вламинк                 |
| 8      | 19 июн | Лакс – Фрауэнфельд                            |                         | 174        | Эдди Меркс        | Роже Де Вламинк                 |
| 9      | 20 июн | Фрауэнфельд – Аффольтерн-на-Альбисе           |                         | 105        | Роже Де Вламинк   | Роже Де Вламинк                 |
| 10     | 20 июн | Аффольтерн-на-Альбисе – Аффольтерн-на-Альбисе | индивидуальная разделка | 20,4       | Роже Де Вламинк   | Роже Де Вламинк                 |

## Итоговое положение
| \| Генеральная классификация \| Генеральная классификация \| Генеральная классификация \| Генеральная классификация \| Генеральная классификация \| \| Гонщик \| Гонщик \| Команда \| Время \| \| \| ------------------------- \| ------------------------- \| ------------------------- \| ------------------------- \| ------------------------- \| \| 1-й \| Роже Де Вламинк \| Brooklyn \| 44ч 22' 48 \| \| \| 2-й \| Эдди Меркс \| Molteni-RYC \| + 55 \| \| \| 3-й \| Луис Пфеннингер \| \| + 1' 28 \| \| \| 4-й \| Берт Пронк \| TI-Raleigh \| + 4' 07 \| \| \| 5-й \| Вальтер Риккоми \| Scic \| + 4' 32 \| \| \| 6-й \| Андре Дирикс \| Rokado \| + 4' 39 \| \| \| 7-й \| Джанкарло Беллини \| Brooklyn \| + 9' 21 \| \| \| 8-й \| Edward Janssens \| Molteni-RYC \| + 9' 35 \| \| \| 9-й \| Итало Зильоли \| Magniflex \| + 10' 27 \| \| \| 10-й \| Дитрих Турау \| TI-Raleigh \| + 10' 50 \| \| |                   |             |            |
| |                   |             |            |
| Источник: ProCyclingStats |                   |             |            |
| Генеральная классификация |                   |             |            |
| Гонщик | Гонщик            | Команда     | Время      |
| 1-й | Роже Де Вламинк   | Brooklyn    | 44ч 22' 48 |
| 2-й | Эдди Меркс        | Molteni-RYC | + 55       |
| 3-й | Луис Пфеннингер   |             | + 1' 28    |
| 4-й | Берт Пронк        | TI-Raleigh  | + 4' 07    |
| 5-й | Вальтер Риккоми   | Scic        | + 4' 32    |
| 6-й | Андре Дирикс      | Rokado      | + 4' 39    |
| 7-й | Джанкарло Беллини | Brooklyn    | + 9' 21    |
| 8-й | Edward Janssens   | Molteni-RYC | + 9' 35    |
| 9-й | Итало Зильоли     | Magniflex   | + 10' 27   |
| 10-й | Дитрих Турау      | TI-Raleigh  | + 10' 50   |

| Очковая классификация | Очковая классификация | Очковая классификация | Очковая классификация | Очковая классификация |
| Гонщик                | Гонщик                | Команда               | Очки                  |                       |
| --------------------- | --------------------- | --------------------- | --------------------- | --------------------- |
| 1-й                   | Роже Де Вламинк       | Brooklyn              | 242 очков             |                       |
| 2-й                   | Эдди Меркс            | Molteni-RYC           | 196 очков             |                       |
| 3-й                   | Луис Пфеннингер       |                       | 172 очков             |                       |

| Очковая классификация | Очковая классификация | Очковая классификация | Очковая классификация | Очковая классификация |
| Гонщик                | Гонщик                | Команда               | Очки                  |                       |
| --------------------- | --------------------- | --------------------- | --------------------- | --------------------- |
| 1-й                   | Роже Де Вламинк       | Brooklyn              | 242 очков             |                       |
| 2-й                   | Эдди Меркс            | Molteni-RYC           | 196 очков             |                       |
| 3-й                   | Луис Пфеннингер       |                       | 172 очков             |                       |

| Горная классификация | Горная классификация | Горная классификация | Горная классификация | Горная классификация |
| Гонщик               | Гонщик               | Команда              | Очки                 |                      |
| -------------------- | -------------------- | -------------------- | -------------------- | -------------------- |
| 1-й                  | Джанкарло Беллини    | Brooklyn             | 45 очков             |                      |
| 2-й                  | Андрес Олива         | Kas-Kaskol           | 38 очков             |                      |
| 3-й                  | Luciano Conati       | Scic                 | 27 очков             |                      |

| Горная классификация | Горная классификация | Горная классификация | Горная классификация | Горная классификация |
| Гонщик               | Гонщик               | Команда              | Очки                 |                      |
| -------------------- | -------------------- | -------------------- | -------------------- | -------------------- |
| 1-й                  | Джанкарло Беллини    | Brooklyn             | 45 очков             |                      |
| 2-й                  | Андрес Олива         | Kas-Kaskol           | 38 очков             |                      |
| 3-й                  | Luciano Conati       | Scic                 | 27 очков             |                      |

| Командная классификация по времени | Командная классификация по времени | Командная классификация по времени | Командная классификация по времени |
| Команда                            | Команда                            | Время                              |                                    |
| ---------------------------------- | ---------------------------------- | ---------------------------------- | ---------------------------------- |
| 1-й                                | Brooklyn                           | 133ч 03' 48                        |                                    |
| 2-й                                | TI-Raleigh                         | + 24                               |                                    |
| 3-й                                | Scic                               | + 3' 20                            |                                    |